# 안자이 고키
안자이 고키(일본어: 安西 幸輝, 1995년 5월 31일 ~ )는 일본의 축구 선수이다. 현재 J1리그의 가시마 앤틀러스에서 뛰고 있다.

## 구단 경력
그는 2014년 J2리그의 도쿄 베르디에 입단했다. 2017년까지 150경기에 출전하여, 6득점을 넣었다. 2018년 J1리그의 가시마 앤틀러스로 이적했다. 2019년 포르티모넨스 SC로 이적했다. 2021년 가시마 앤틀러스로 복귀했다.

## 국가대표팀 경력
그는 2019년 3월 22일 콜롬비아과의 경기에서 일본 국가대표팀에 데뷔했다. 그는 2020년까지 국제 A매치 통산 5경기에 출전했다.

## 통계
| 일본 | 일본 | 일본 |
| 연도 | 출전 | 득점 |
| ---- | ---- | ---- |
| 2019 | 4    | 0    |
| 2020 | 1    | 0    |
| 통산 | 5    | 0    |